# Eparchia della Santa Protezione di Maria di Phoenix
L'eparchia della Santa Protezione di Maria di Phoenix (in latino Eparchia Sanctae Mariae a Patrocinio in urbe Phoenicensi) è una sede della Chiesa greco-cattolica rutena suffraganea dell'arcieparchia di Pittsburgh. Nel 2023 contava 2.424 battezzati. È retta dall'eparca Artur Oleksandrovyč Bubnevyč.

## Territorio
L'eparchia comprende i fedeli della Chiesa greco-cattolica rutena in Alaska, Arizona, California, Colorado, Hawaii, Idaho, Montana, Nevada, Nuovo Messico, Oregon, Utah, Washington e Wyoming.
Sede eparchiale è la città di Phoenix, in Arizona, dove si trova la cattedrale di Santo Stefano. A Sherman Oaks, in California, si trova l'ex cattedrale di Santa Maria, che è stata danneggiata dal terremoto di Northridge del 1994.
Il territorio è suddiviso in 20 parrocchie.

## Storia
L'eparchia di Van Nuys fu eretta il 3 dicembre 1981 con la bolla De consentanea Christifidelium di papa Giovanni Paolo II, ricavandone il territorio dall'eparchia di Parma.
Il 10 febbraio 2010 la sede eparchiale è stata traslata da Van Nuys in California a Phoenix in Arizona e l'eparchia ha assunto il nome di eparchia della Santa Protezione di Maria di Phoenix. La pro-cattedrale di Santo Stefano a Phoenix è stata elevata a cattedrale.

## Cronotassi dei vescovi
Si omettono i periodi di sede vacante non superiori ai 2 anni o non storicamente accertati.
- Thomas Victor Dolinay † (3 dicembre 1981 - 19 febbraio 1990 nominato arcieparca coadiutore di Pittsburgh)
- George Martin Kuzma † (23 ottobre 1990 - 5 dicembre 2000 ritirato)
- William Charles Skurla (19 febbraio 2002 - 6 dicembre 2007 nominato eparca di Passaic)
- Gerald Nicholas Dino † (6 dicembre 2007 - 7 maggio 2016 ritirato)
- John Stephen Pazak, C.SS.R. (7 maggio 2016 - 23 agosto 2021 ritirato)[2]
  - Sede vacante (2021-2024)[3]
- Artur Oleksandrovyč Bubnevyč, dall'8 novembre 2024

## Statistiche
L'eparchia nel 2023 contava 2.424 battezzati.
| anno | popolazione | popolazione | popolazione | presbiteri | presbiteri | presbiteri | presbiteri                | diaconi | religiosi | religiosi | parrocchie |
| anno | battezzati  | totale      | %           | numero     | secolari   | regolari   | battezzati per presbitero | diaconi | uomini    | donne     | parrocchie |
| ---- | ----------- | ----------- | ----------- | ---------- | ---------- | ---------- | ------------------------- | ------- | --------- | --------- | ---------- |
| 1990 | 17.125      | ?           | ?           | 27         | 25         | 2          | 634                       | 5       | 5         | 2         | 24         |
| 1999 | 3.108       | ?           | ?           | 25         | 20         | 5          | 124                       | 3       | 7         | 4         | 16         |
| 2000 | 3.110       | ?           | ?           | 25         | 20         | 5          | 124                       | 4       | 7         | 4         | 18         |
| 2001 | 3.121       | ?           | ?           | 28         | 23         | 5          | 111                       | 4       | 8         | 4         | 18         |
| 2002 | 3.016       | ?           | ?           | 28         | 21         | 7          | 107                       | 3       | 10        | 3         | 19         |
| 2003 | 2.947       | ?           | ?           | 25         | 19         | 6          | 117                       | 3       | 9         | 2         | 19         |
| 2004 | 2.849       | ?           | ?           | 25         | 17         | 8          | 113                       | 6       | 15        | 4         | 19         |
| 2009 | 2.613       | ?           | ?           | 25         | 24         | 1          | 104                       | 11      | 3         | 4         | 19         |
| 2010 | 2.561       | ?           | ?           | 24         | 23         | 1          | 106                       | 11      | 3         | 4         | 19         |
| 2013 | 2.491       | ?           | ?           | 27         | 25         | 2          | 92                        | 11      | 4         | 3         | 19         |
| 2016 | 2.706       | ?           | ?           | 32         | 31         | 1          | 84                        | 13      | 3         | 3         | 19         |
| 2019 | 2.261       | ?           | ?           | 35         | 34         | 1          | 64                        | 12      | 1         |           | 19         |
| 2021 | 2.295       | ?           | ?           | 33         | 33         |            | 69                        | 13      |           |           | 19         |
| 2023 | 2.424       | ?           | ?           | 30         | 30         |            | 80                        | 13      |           |           | 20         |